# Relations entre l'Iran et le Venezuela
Les relations entre l'Iran et le Venezuela (espagnol : Las relaciones de Irán y Venezuela ; persan : روابط ایران و ونزوئلا) se sont considérablement renforcées ces dernières années. "L'Iran et le Venezuela sont deux États amis et unis qui ouvrent la voie au progrès et au bien-être de leurs nations", selon le président Rouhani. Les deux pays sont des alliés stratégiques contemporains.

## Histoire

### 2001-2005: Administrations Chávez et Khatami
En tant que président du Venezuela depuis 1999, avant sa mort, l'ancien président vénézuélien Hugo Chávez a développé des liens étroits avec le gouvernement iranien, en particulier dans le domaine de la production d'énergie, de la coopération économique et industrielle. Les deux pays ont une bonne coopération dans les domaines de la construction, du pétrole et du gaz et des projets d'infrastructure. Il s'est rendu en Iran à plusieurs reprises, la première fois en 2001  lorsqu'il a déclaré qu'il était venu en Iran pour "préparer la voie à la paix, à la justice, à la stabilité et au progrès pour le 21e siècle". En tant que cinquième président de l'Iran pour un mandat allant du 3 août 1997 au 3 août 2005  Mohamed Khatami s'est rendu au Venezuela à trois reprises. Lors de sa visite en mars 2005, Chávez lui a décerné l' Orden del Libertador et l'a qualifié de "combattant infatigable pour toutes les bonnes causes dans le monde".
En mars 2005, la BBC a rapporté que les relations de Chavez avec l'Iran et son soutien à leur programme nucléaire avaient suscité des inquiétudes dans l'administration américaine.

### 2005-2006: début de l'administration Ahmadinejad
Mahmoud Ahmadinejad a été élu président de l'Iran le 3 août 2005. Depuis lors, Ahmadinejad et Chávez se sont rendus plusieurs fois, signant plus de 270 accords bilatéraux pour soutenir plusieurs campagnes de développement national social et infrastructurel. Les deux présidents du Venezuela et de l'Iran, le président Hugo Chávez et le président Ahmadinejad, respectivement, se sont décrits sur la scène mondiale par opposition à " l'impérialisme américain ". Citant cette communauté d'opinions, ils se considèrent comme des alliés et ont lancé ensemble un certain nombre d'initiatives. Chávez n'a jamais manqué de respect pour l'Iran d'Ahmadinejad et a immédiatement reconnu la légitimité de son deuxième mandat à la présidence et a soutenu la politique nucléaire de Téhéran.
Début mai 2006, il a été signalé que le Venezuela souhaitait vendre ses 21 F-16 Fighting Falcons à l'Iran , une annonce qui s'est révélée controversée. Toujours en mai 2006, Chávez a exprimé son avis favorable sur la production d'énergie nucléaire en Iran annoncé par Mahmoud Ahmadinejad et a nié qu'ils avaient des plans pour développer des armes atomiques .
En juillet 2006, Chávez a effectué une visite de deux jours en Iran lorsque le gouvernement a fait face à des critiques internationales pour avoir poursuivi son programme nucléaire et soutenu la guérilla du Hezbollah. En juillet 2006, Chávez a promis que le Venezuela "resterait par l'Iran à tout moment et dans n'importe quelle condition". Il a dit: "Nous sommes avec vous et avec l'Iran pour toujours. Tant que nous resterons unis, nous serons en mesure de vaincre l'impérialisme, mais si nous sommes divisés, ils nous repousseront ". En juillet 2006, Reuters a rapporté que Chávez avait déclaré à une foule de l’ université de Téhéran : "Si les États-Unis réussissent à consolider leur domination, l’humanité n’a pas d’avenir. Par conséquent, nous devons sauver l'humanité et mettre fin aux États-Unis ". Le rapport ajoute que Chávez a sabré Israël et qualifié l'offensive libanaise de 2006 de "fasciste et terroriste".

### 2007-2009: Axe d'unité, «sommet du G-2» et banque
Le 6 janvier 2007, les deux hommes ont annoncé qu'ils utiliseraient un peu d'argent d'un fonds commun de 2 milliards de dollars annoncé précédemment pour investir dans d'autres pays qui "tentaient de se libérer du joug impérialiste", selon les mots de Chavez.
Le 16 mars 2007, Chavez a déclaré dans une interview télévisée qu'il était en désaccord avec l' appel présumé du président Ahmadinejad à "effacer Israël de la carte" (ce qui est une erreur de traduction) en disant "Je ne soutiens pas causer de préjudice à aucune nation".(Voir aussi les relations Israël-Venezuela) 
Les deux présidents ont déclaré un "axe d'unité" contre "l'impérialisme américain" en juillet 2007.
Le 5 octobre 2008, le ministre vénézuélien des Affaires étrangères, Nicolas Maduro, a visité Ahmadinejad à Téhéran.
Lors du sommet du G20 à Londres en 2009, Chavez et Ahmadinejad ont tenu leur propre réunion qu'ils ont appelée le sommet "G-2", au cours de laquelle la création d'une banque de développement conjointe irano-vénézuélienne a été annoncée, initialement avec un capital de 200 millions de dollars.

### 2010-2012: visites bilatérales
Lors d'une visite en Iran en 2010 de Hugo Chavez, il a condamné "les menaces d'attaques militaires contre l'Iran par certains pays. Nous savons qu'ils ne pourront jamais contrecarrer la révolution islamique. " Il a également déclaré qu'en raison de ces "grandes menaces", il était nécessaire de "consolider les alliances stratégiques dans les domaines politique, économique, technologique, énergétique et social". Mahmoud Ahmadinejad, a également soutenu les commentaires d'une "alliance stratégique"; il a également ajouté que "Nous sommes unis et déterminés à mettre fin à l'injustice actuelle qui domine le monde et à le remplacer par un nouvel ordre mondial fondé sur la justice. L'Iran et le Venezuela sont unis pour établir un nouvel ordre mondial fondé sur l'humanité et la justice. Nous pensons que le seul résultat de l'intimidation des mouvements de l'impérialisme dans le monde entier, et en particulier en Amérique latine, sera le déclin rapide du pouvoir impérial. " Les deux pays ont également signé des accords dans des domaines tels que le pétrole, le gaz naturel, les textiles, le commerce et le logement public.
En mai 2011, le président américain Barack Obama a imposé des sanctions à la compagnie pétrolière d'État vénézuélienne PDVSA pour avoir défié la loi américaine et envoyé «à l'Iran deux pétroliers d'un produit pétrolier». En septembre 2011, Ahmadinejad a reporté une visite à Caracas tandis que Chavez se remettait d'une quatrième série de traitements contre le cancer, selon des responsables. Plusieurs jours plus tôt, les deux pays avaient «signé des accords de coopération dans les domaines de la fabrication, de l'énergie, de la construction et de l'agriculture lors de pourparlers à Caracas». À cette époque, Maduro a déclaré que «« Alors que l'impérialisme et ses élites criminelles ont déclaré la guerre au peuple musulman depuis plus de 10 ans, nous, dans la révolution bolivarienne, dirigée par le président Chavez, déclarons notre amour pour la culture du peuple musulman, toute leur histoire, et déclarons notre fraternité éternelle».
Le bolivarisme de Chávez avait pour objet de créer un bassin idéologique s'étendant de la mer des Caraïbes au golfe Persique. C'est un rôle que l'Iran tente de se tailler au milieu des courants sous-jacents qui engloutissent sa partie du monde et de la nécessité de montrer que l'Iran n'est pas isolé sur le plan international.

### 2013: Mort de Chavez
Après l'annonce de la mort de Chávez le 5 mars 2013, le vice-président Nicolás Maduro est devenu président par intérim. Le lendemain de la mort de Chavez, l'hommage personnel d'Ahmadinejad à Chavez en ligne a été critiqué par certains religieux iraniens, quand il a écrit que Chavez "reviendrait le jour de la résurrection" avec des personnalités religieuses telles que Jésus . Une semaine plus tard, CNN a rapporté qu'Ahmadinejad avait assisté aux funérailles de son «bon ami» Chavez. Ahmadinejad a embrassé la mère en deuil de Chavez lors des funérailles dans "une manifestation de compassion et de soutien", qui selon CNN en Iran "a été immédiatement critiquée par les journaux et par les politiciens conservateurs qui ont cité une interdiction religieuse de toucher une femme qui n'est ni votre épouse ni relatif" . Après les funérailles, Ahmadinejad a affirmé que les relations Iran-Vénézuélien resteraient solides, quel que soit le président élu du prochain Venezuela. À l'époque, au 10 mars 2013, «le commerce bilatéral annuel entre les deux pays est estimé à des centaines de millions de dollars américains».

### 2013-2014: Administrations Maduro et Rouhani
Une élection spéciale s'est tenue le 14 avril 2013 pour élire un nouveau président, et Nicolas Maduro a remporté avec 50,62% des voix, et a été inaugurée le 19 avril. Le 19 avril 2013, Ahmadinejad est arrivé à Caracas pour participer à la cérémonie d'inauguration de Maduro, déclarant que «le Venezuela est à la veille d'une voie glorieuse et a une mission historique importante. La nation vénézuélienne devrait d'abord progresser rapidement pour faire un pays prospère, avancé, riche et puissant. Deuxièmement, il devrait garder le drapeau de la justice et de la liberté levé en Amérique latine… La relation [de l'Iran] avec le Venezuela… symbolise la relation de l'Iran avec l'Amérique latine». Hassan Rouhani a été élu président de l'Iran le 15 juin 2013.
En août 2014, le Venezuela et l'Iran avaient «signé 265 accords découlant de 58 projets dans les domaines industriel, environnemental, agricole, commercial, éducatif, sportif, du logement, culturel, énergétique et scientifique et technologique». Au début du mois, le ministre vénézuélien des Affaires étrangères, Elias Jaua, s'est rendu à Téhéran pour rencontrer Rouhani dans un prétendu effort pour renforcer les relations diplomatiques, l'Iran réaffirmant son soutien au gouvernement bolivarien et exprimant son soutien mutuel à l'État palestinien, acceptant également de ne pas reconnaître Israël comme état légitime. Maduro s'est rendu en Iran le mois prochain.

### 2015-2016: dernières années

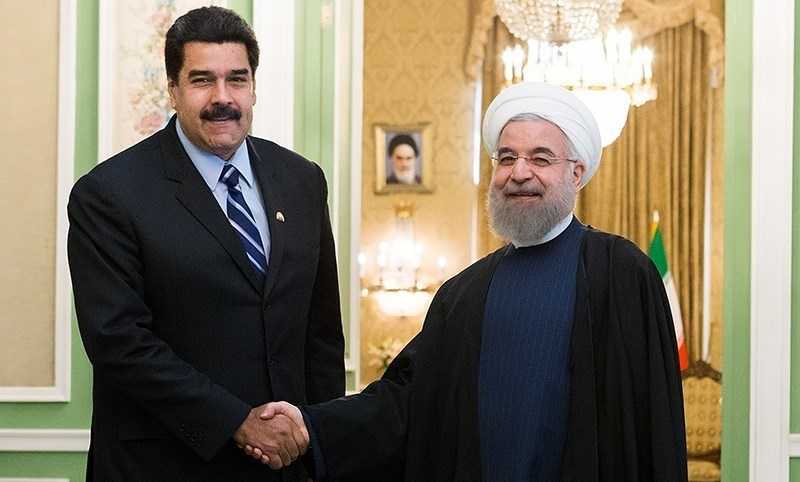
Le président vénézuélien Nicolas Maduro rencontre le président iranien Hassan Rouhani au palais de Saadabad le 23 novembre 2015

En janvier 2015, Maduro s'est rendu en Iran, comme étape de sa tournée dans d'autres pays de l'OPEP. Maduro et Rouhani sont convenus que la baisse des prix du pétrole résultait de la fracturation hydraulique accrue aux États-Unis, ainsi que de leurs «ennemis communs» utilisant les prix du pétrole comme un «stratagème politique». Rouhani a affirmé que l'Iran et le Venezuela uniraient leurs forces pour «contrecarrer les stratégies des puissances mondiales… et stabiliser les prix à un niveau raisonnable en 2015». À l'époque, le pétrole vénézuélien représentait «plus de 95% des recettes d'exportation du pays», le prix du baril ayant diminué de moitié depuis 2014.
En juin 2015, l'Iran et le Venezuela ont signé une série d'accords pour «financer des investissements conjoints et améliorer l'approvisionnement en marchandises», Maduro annonçant «Ce sont six accords d'importance majeure pour l'économie de nos pays». Les pays sont convenus de financer conjointement un programme de recherche sur les nanotechnologies, et Maduro a également déclaré qu'il avait sécurisé des biens «nécessaires au peuple vénézuélien» tels que des médicaments et du matériel chirurgical. Le ministre iranien de l'Industrie, des Mines et du Commerce aurait déclaré que l'accord était préliminaire soumis à l'examen du ministère iranien des Finances.
Le 23 novembre 2015, Maduro et Rouhani se sont rencontrés à Téhéran  lors de la deuxième visite de Maduro dans le pays cette année-là, et la cinquième de hauts fonctionnaires vénézuéliens. Au cours des réunions, les présidents ont annoncé qu'ils réaffirmaient l'alliance mutuelle de leur pays. En janvier 2016, Maduro et Rouhani auraient tenu des entretiens téléphoniques où "Maduro a appelé Rouhani à promouvoir l'adoption de mesures pour rétablir les prix du pétrole sur le marché mondial", Maduro appelant à une réunion des membres de l'OPEP pour aborder la question, et félicitant Rouhani sur les récentes annulations de sanctions.

### 2020: exportation d'essence vers le Venezuela et rencontre
En mai 2020, l'Iran a envoyé cinq pétroliers au Venezuela sous les sanctions des États-Unis, car l'industrie vénézuélienne du raffinage du pétrole s'est effondrée en raison d'un sous-investissement, d'une mauvaise gestion, et des sanctions des Etats-Unis[réf. nécessaire]. Leurs noms sont Forest, Fortune, Petunia, Faxon et Clavel et ont été chargés dans une raffinerie d'essence près de Bandar Abbas. Ils transportent environ 1,5 million de barils de carburant. En raison des sanctions américaines contre les deux pays, les présidents des deux pays ont mis en garde contre les tentatives américaines de bloquer cette livraison de carburant. Après ces menaces de perturber les pétroliers iraniens à destination du Venezuela, Mohammad Djavad Zarif a envoyé une lettre à António Guterres pour avertir de la décision des États-Unis d'envoyer des troupes dans les Caraïbes pour réduire les exportations de carburant. Abbas Araghchi a également convoqué l'ambassadeur de Suisse en tant que protecteur des intérêts américains en Iran, le priant de transmettre un avertissement sérieux de l'Iran sur toute menace éventuelle des États-Unis contre les pétroliers iraniens.
Le secrétaire d’État Mike Pompeo annonce en juin des sanctions contre les capitaines des navires iraniens : « Les avoirs de ces capitaines seront bloqués. Leurs carrières et leurs perspectives (professionnelles) en pâtiront ».
En novembre 2020, Mohammad Djavad Zarif se rend à Caracas et rencontre son homologue vénézuélien Jorge Arreaza pour lui faire part de la solidarité de Téhéran face aux sanctions économiques américaines.

## Relations académiques
La bonne coopération entre les deux pays s'étend également dans les domaines culturel et scientifique en plus des domaines économiques. À une époque où le Venezuela et la Russie travaillaient sur la coopération nucléaire, le ministre iranien des Sciences, de la Recherche et de la Technologie, Mohammad Mehdi Zahedi, a dirigé une délégation à Caracas pour s'entretenir avec des hauts fonctionnaires afin de suivre la mise en œuvre des accords qui avait été encré entre les deux pays en 2006. En outre, deux comités techniques et pédagogiques pour la mise en œuvre des accords Iran-Venezuela ont également été créés. La délégation iranienne a visité la Fondation vénézuélienne pour la recherche sismologique, l'Université centrale de Caracas, l'Université Simon Bolivar et l'Institut vénézuélien de recherche scientifique . Au-delà de la sphère politico-militaire, les deux pays se sont également engagés à travailler ensemble sur le plan académique à la commande d'un nouveau programme universitaire à l' Université bolivarienne existante, sans frais de scolarité, en mettant l'accent sur l'enseignement des principes socialistes et en encourageant la discussion sur le << socialisme du XXIe siècle >>. " Le gouvernement du Venezuela a déclaré que cela faisait suite à des projets de création de l' Université des civilisations en vertu des accords récemment signés avec l'Iran.

## Relations commerciales
À la fin de 2008, les bienfaits de l'Iran pour le Venezuela avaient payé des dividendes sous la forme d'une usine de munitions iranienne, d'une usine d'assemblage de voitures, d'une cimenterie et même d'un service aérien direct entre Téhéran, Damas et Caracas avec la permission d'Iran Air, entre autres.
Le commerce entre le Venezuela et l'Iran a augmenté régulièrement et les deux pays ont lancé des coentreprises dans un certain nombre de secteurs, notamment l'énergie, l'agriculture, le logement et les infrastructures (2008), La valeur des projets de développement industriel menés par des entreprises iraniennes au Venezuela s'élève à environ 4 milliards de dollars (décembre 2008). Le commerce bilatéral Iran-Venezuela a augmenté, passant de moins de 189 000 dollars en 2001 à près de 57 millions de dollars à la fin de 2008.
En 2007, Iran Air, en partenariat avec Conviasa, a commencé un vol Téhéran-Caracas via Damas,. Les vols ainsi que le partenariat entre Conviasa et Iran Air ont cessé en 2010.
Le 10 mars 2013, le Times of Israel a rapporté que "le commerce bilatéral annuel entre les deux pays est estimé à des centaines de millions de dollars américains".
Les États-Unis imposent en 2020 une série de sanctions contre l'Iran visant à l’empêcher de commercer avec le Venezuela.

## Réactions internationales
Un certain nombre de relations entre l'Iran et le Venezuela ont été controversées dans d'autres pays[réf. nécessaire].

### 2006: la flotte de F-16 du Venezuela en Iran
En 2006, les médias iraniens ont publié une série de rapports suggérant que le Venezuela était intéressé à vendre ses 21 F-16 Fighting Falcons à l'Iran. Les rumeurs ont été confirmées, lorsqu'un conseiller de Hugo Chavez a déclaré à l'Associated Press : "L'armée vénézuélienne envisage de vendre sa flotte d'avions de combat F-16 de fabrication américaine à un autre pays, peut-être l'Iran, en réponse à une interdiction américaine de vendre des armes à Gouvernement du président Hugo Chavez ". En réponse, Sean McCormack, porte - parole du département d'État américain, a mis en garde le Venezuela et a suggéré: "Sans le consentement écrit des États-Unis, le Venezuela ne peut pas transférer ces articles de défense, et en l'occurrence les F-16, vers un pays tiers".

### 2012: le Congrès américain examine l'Iran en Amérique latine
Début 2012, le Congrès américain a commencé à exprimer une inquiétude croissante concernant les intérêts de l'Iran en Amérique latine, en particulier ses relations avec le Venezuela. Le 18 janvier, le représentant Jeff Duncan (R - Caroline du Sud) a présenté le Countering Iran in the Western Hemisphere Act de 2012. Le projet de loi invitait les États-Unis à utiliser tous les éléments du pouvoir national pour contrer la présence croissante de l'Iran et les activités hostiles dans l'hémisphère occidental. Puis, le 2 février, la représentante Ileana Ros-Lehtinen (R-FL) a convoqué une audition de la commission des affaires étrangères sur l'activité iranienne dans l'hémisphère occidental. Enfin, le 7 mars, la législation de Duncan concernant les activités du gouvernement iranien dans l'hémisphère occidental est passée devant la commission des affaires étrangères de la Chambre avec un fort soutien bipartisan.
À la suite des audiences, un certain nombre de rapports indépendants et de prises de position ont été publiés, ce qui semble légitimer la menace posée par les activités iraniennes dans l'hémisphère occidental. Cela comprenait une étude majeure réalisée par le Center for Strategic and International Studies en mars 2012. Cependant, il a également été suggéré que la politique partisane a contribué à l'intérêt des républicains pour le sujet.
La loi de 2012 sur la lutte contre l'Iran dans l'hémisphère occidental est actuellement soumise à l'examen de la Chambre des représentants. S'il est adopté par le Congrès, le projet de loi exigera que le secrétaire d'État américain soumette au Congrès une stratégie pour lutter contre la présence et l'activité croissantes de l'Iran dans l'hémisphère occidental dans les 180 jours suivant son adoption.